# Premi Emmy 1970
La cerimonia dei Premi Emmy 1970, nota retroattivamente come 22ª edizione dei Primetime Emmy Awards (22nd Primetime Emmy Awards), si è tenuta  al Century Plaza Hotel di Hollywood (California) il 7 giugno 1970.
La cerimonia fu presentata da Danny Thomas.

## Primetime Emmy Awards
Per le candidature, furono presi in considerazione i programmi trasmessi tra il 17 marzo 1969 e il 15 marzo 1970.

### Migliore serie televisiva drammatica
- Marcus Welby (Marcus Welby, M.D.)
- Ironside
- Mod Squad, i ragazzi di Greer (The Mod Squad)
- The Name of the Game
- NET Playhouse
- La saga dei Forsyte (The Forsyte Saga)

### Migliore programma drammatico
- A Storm in Summer
- David Copperfield
- Marcus Welby
- My Sweet Charlie

### Migliore serie televisiva comica o commedia
- Il fantastico mondo di Mr. Monroe (My World and Welcome to It)
- Bill Cosby Show (The Bill Cosby Show)
- The Courtship of Eddie's Father
- Love, American Style
- Room 222

### Migliore attore in una serie drammatica
- Robert Young – Marcus Welby
- Raymond Burr – Ironside
- Mike Connors – Mannix
- Robert Wagner – Operazione ladro (It Takes a Thief)

### Migliore attore in una serie comica o commedia
- William Windom – Il fantastico mondo di Mr. Monroe
- Bill Cosby – Billy Cosby Show
- Lloyd Haynes – Room 222

### Migliore attore protagonista in un singolo episodio di una serie televisiva
- Peter Ustinov - A Storm in Summer
- Al Freeman Jr. – My Sweet Charlie
- Laurence Olivier – David Copperfield

### Migliore attrice in una serie drammatica
- Susan Hampshire – La saga dei Forsyte
- Joan Blondell – Arrivano le spose (Here Come the Brides)
- Peggy Lipton – Mod Squad, i ragazzi di Greer

### Migliore attrice in una serie comica o commedia
- Hope Lange – La signora e il fantasma (The Ghost & Mrs. Muir)
- Elizabeth Montgomery – Vita da strega (Bewitched)
- Marlo Thomas – That Girl

### Migliore attrice protagonista in un singolo episodio di una serie televisiva
- Patty Duke – My Sweet Charlie
- Edith Evans – David Copperfield
- Shirley Jones – Silent Night, Lonely Night

### Migliore attore non protagonista in una serie drammatica
- James Brolin – Marcus Welby
- Tige Andrews – Mod Squad, i ragazzi di Greer
- Greg Morris – Missione Impossibile

### Migliore attore non protagonista in una serie comica o commedia
- Michael Constantine – Room 222
- Werner Klemperer – Gli eroi di Hogan (Hogan's Heroes)
- Charles Nelson Reilly – La signora e il fantasma (The Ghost & Mrs. Muir)

### Migliore attrice non protagonista in una serie drammatica
- Gail Fisher – Mannix
- Barbara Anderson – Ironside
- Susan Saint James – The Name of the Game

### Migliore attrice non protagonista in una serie comica o commedia
- Karen Valentine – Room 222
- Agnes Moorehead – Vita da strega
- Luren Tuttle – Julia

### Migliore regia per una serie drammatica
- CBS Playhouse – Paul Bogart per l'episodio Shadow Game
- My Sweet Charlie – Lamont Johnson
- A Storm in Summer – Buzz Kulik

### Migliore sceneggiatura per una serie drammatica
- My Sweet Charlie – Richard Levinson e William Link
- CBS Playhouse – George Bellak per l'episodio Sadbird
- Marcus Welby – Don Mankiewicz per l'episodio pilota